# Wilhelm Krautwaschl
Mons. Wilhelm Krautwaschl (* 5. března 1963, Gleisdorf) je rakouský římskokatolický duchovní a biskup Grazu-Seckau.

## Život
Narodil se 5. března 1963 v Gleisdorfu.
Po střední škole v rodném městě vstoupil do kněžského semináře ve Štýrském Hradci, kde na Univerzitě Štýrský Hradec vystudoval teologii. Roku 1990 obhájil disertační práci z morální teologie. Dne 17. prosince 1989 byl vysvěcen na jáhna a 1. července 1990 biskupem Johannem Weberem na kněze. 
Po vysvěcení sloužil jako kaplan v Hartbergu, poté v Knittelfeldu a následně jako farář v Bruck an der Mur. Od září 2006 vedl kněžský seminář ve Štýrském Hradci. Působil také jako soudce diecézního soudu a byl zodpovědný za pastoraci v diecézi. 
Dne 16. dubna 2015 jej papež František jmenoval biskupem Grazu-Seckau.  Biskupské svěcení přijal 14. června z rukou arcibiskupa Franze Lacknera a spolusvětiteli byli biskup Johann Weber a biskup Egon Kapellari. 